# Rubus hermes
Rubus hermes är en rosväxtart som beskrevs av Matzk.. Rubus hermes ingår i släktet rubusar, och familjen rosväxter. Inga underarter finns listade i Catalogue of Life.